# Live Bootleg! Tour
Live Bootleg! Tour – szósta trasa koncertowa grupy muzycznej Aerosmith obejmująca wyłącznie Stany Zjednoczone, w jej trakcie odbyło się czterdzieści koncertów.

## Program koncertów
1. „Toys In The Attic”
2. „S.O.S. (Too Bad)”
3. „Mama Kin”
4. „I Wanna Know Why”
5. „Big Ten Inch Record”
6. „Sight for Sore Eyes”
7. „Lick and a Promise”
8. „Come Together”
9. „Sweet Emotion”
10. „Chip Away the Stone”
11. „Get the Lead Out”
12. „Draw the Line”
13. „Seasons of Wither”
14. „Lord of the Thighs”
15. „Walk this Way”
16. „Same Old Songs And Dance”
17. „Rats in the Cellar”
18. „Train Kept-A-Rollin"

## Lista koncertów
1. 9 sierpnia 1978 – Boston, Massachusetts, USA – Paradise Rock Club
2. 27 września 1978 – Buffalo, Nowy Jork - Buffalo Memorial Auditorium
3. 30 września 1978 – South Bend, Indiana, USA - Morris Performing Arts Center
4. 2 października 1978 – Toledo, Ohio, USA - Toledo Sports Arena
5. 3 października 1978 – Fort Wayne, Indiana, USA - Alle County War Memorial Coliseum
6. 5 października 1978 – Cincinnati, Ohio, USA - Riverfront Coliseum
7. 7 października 1978 – Indianapolis, Indiana, USA - Market Square Arena
8. 8 października 1978 – Kalamazoo, Michigan, USA - Wings Stadium
9. 11 października 1978 – Pine Bluff, Arkansas, USA - Pine Bluff Convention Center
10. 12 października 1978 – Oklahoma City, Oklahoma, USA - Myriad Convention Center
11. 14 października 1978 – Saint Paul, Minnesota, USA - St. Paul Civic Center
12. 15 października 1978 – Madison, Wisconsin, USA - Dane County Coliseum
13. 18 października 1978 – Huntington, Wirginia Zachodnia, USA - Huntington Civic Center
14. 19 października 1978 – Roanoke, Wirginia, USA - Roanoke Civic Center
15. 21 października 1978 – Louisville, Kentucky, USA - Freedom Hall
16. 22 października 1978 – Richfield, Ohio, USA - Richfield Coliseum
17. 27 października 1978 – Little Rock, Arkansas, USA - Robinson Center
18. 28 października 1978 – Alexandria, Luizjana, USA - Rapides Parish Coliseum
19. 2 listopada 1978 – Pittsburgh, Pensylwania, USA - Civic Arena
20. 3 listopada 1978 – Dayton, Ohio, USA - University of Dayton Arena
21. 5 listopada 1978 – Evansville, Indiana, USA - Roberts Municipal Stadium
22. 6 listopada 1978 – Knoxville, Tennessee, USA - Knoxville Civic Coliseum
23. 8 listopada 1978 – Richmond, Wirginia, USA - Richmond Coliseum
24. 9 listopada 1978 – Landover, Maryland, USA - Capital Centre
25. 12 listopada 1978 – Uniondale, Nowy Jork, USA - Nassau Coliseum
26. 15 listopada 1978 – Springfield, Massachusetts, USA - Springfield Civic Center
27. 16 listopada 1978 – Providence, Rhode Island, USA - Providence Civic Center
28. 18 listopada 1978 – New Haven, Connecticut, USA - New Haven Coliseum
29. 19 listopada 1978 – Portland, Maine, USA - Cumberland County Civic Center
30. 24 listopada 1978 – Nowy Jork, Nowy Jork, USA - Madison Square Garden
31. 25 listopada 1978 – Filadelfia, Pensylwania, USA - The Spectrum
32. 27 listopada 1978 – Boston, Massachusetts, USA - Boston Garden
33. 28 listopada 1978 – Boston, Massachusetts, USA - Boston Garden
34. 2 grudnia 1978 – Fort Worth, Teksas, USA - Tarrant County Convention Center
35. 3 grudnia 1978 – San Antonio, Teksas, USA - Convention Center Arena
36. 6 grudnia 1978 – Jackson, Missisipi, USA - Misssissippi Coliseum
37. 7 grudnia 1978 – Biloxi, Mississippi, USA - Missisipi Coast Coliseum
38. 9 grudnia 1978 – Shreveport, Luizjana, USA - Hirsch Memorial Coliseum
39. 10 grudnia 1978 – Tulsa, Oklahoma, USA - Expo Square Pavillion
40. 12 grudnia 1978 – Valley Center, Kansas, USA - Kansas Coliseum